# Horodnia (miasto)
Horodnia (ukr. Городня) – miasto  na Ukrainie, w obwodzie czernihowskim, siedziba rejonu horodniańskiego.

## Historia
Pierwsza wzmianka o miejscowości pochodzi z połowy XVI w. W XIX w. wieś w guberni czernihowskiej. W 1917 zaczęto wydawać gazetę. 
Podczas okupacji hitlerowskiej, we wrześniu 1941 roku Niemcy utworzyli getto dla żydowskich mieszkańców. Przebywało w nim około 400 osób. 20 grudnia 1941 roku Niemcy zlikwidowali getto, a Żydów zamordowali. Sprawcami zbrodni było Sonderkommando 7b. 
Prawa miejskie posiada od 1957.

## Demografia
- 1959 - 8 842[6]
- 1989 - 15 092[5][7].
- 2001 - 14 043
- 2013 - 12 558[8]